# Corseul
Corseul is een gemeente in het Franse departement Côtes-d'Armor (regio Bretagne). De gemeente telde 2.270 inwoners op 1 januari 2022. De plaats maakt deel uit van het arrondissement Dinan. Corseul heeft een belangrijke Romeinse geschiedenis en telt nog aanzienlijke Romeinse overblijfselen.

Gallische volkeren in de omgeving van Corseul.

## Geschiedenis
De naam van de stad is afgeleid van Coriosolieten, de Gallische volksstam die er vroeger woonde. Zij leefden toen verspreid over het gebied. Julius Caesar vermeldde hen in zijn Commentarii de bello Gallico. Rond 10 v.Chr. liet keizer Augustus de stad Fanum Martis ("tempel van Mars") bouwen, het huidige Corseul. De Romeinen dwongen de Coriosolieten om er te komen wonen, ten nadele van Aleth. Op deze manier werd het hun hoofdstad. Voor de Romeinen was Corseul een belangrijk economisch, administratief en religieus centrum. De stad besloeg een oppervlakte van 30 à 35 ha en groeide in de 2e eeuw tot 5 à 6000 inwoners (veel meer dan in de 21e eeuw). In de 4e eeuw begon een leegloop: de Coriosolieten trokken terug naar Aleth en ook de Romeinen begonnen te vertrekken. Dit was het begin van het verval van de oude stad.

## Bezienswaardigheden en cultureel patrimonium
In Corseul is een museum en onderzoekscentrum gewijd aan de geschiedenis van de streek: Coriosolis (Centre d'interpretation du patrimoine).

### Romeinse overblijfselen
Hoewel de oude Romeinse stad reeds lang geleden vernietigd werd, zijn er nog verschillende opmerkelijke restanten. Deze zijn vrij te bezichtigen.
- Het oude commerciële centrum: de Gallo-Romeinse site van Monterfil.[5][6] Pal in het centrum van Corseul zijn de grondvesten van een compact geheel, het commerciële hart van de vroegere stad, blootgelegd. Deze wordt ook de jardin des antiques genoemd. Het geheel bevatte onder meer winkels, magazijnen en gebedsplaatsen. Er staat ook een opmerkelijke granieten Jupiterzuil.[7]
- Tegenover het museum werden de fundamenten van een Romeinse villa uit de 1e eeuw blootgelegd: de Villa du Champ Mulon.[8] Bij de opgravingen werd heel wat Gallo-Romeinse keramiek teruggevonden.[9]
- In de Église Saint-Pierre staat de grafsteen van de (verder onbekende) Silicia Namgidde uit de 2e eeuw ingebouwd.[10]
- 1,7 km buiten het centrum van Corseul ligt de tempel van Mars (Fanum Martis), ook het heiligdom ("sanctuaire") van Haut-Bécherel genoemd, naar de naam van het gebied.[11][12][13] Het geheel besloeg een oppervlakte van 90 op 80 m en werd gebouwd rond het jaar 90. Het was een drukbezochte pelgrimsplaats en werd gebruikt tot het einde van de 3e eeuw. In de loop der eeuwen werd de tempel vernietigd en verdween hij onder de grond, met uitzondering van de centrale cella. In de 20e eeuw werden de overige restanten terug blootgelegd. De cella is 10,60 m hoog en daarmee het hoogste overgebleven Romeinse bouwwerk in Bretagne, doch oorspronkelijk was de hoogte 20 m. Tegen het domein van de tempel staat nog een oude hoeve uit de 16e eeuw.

### Overige bezienswaardigheden
- Twee kilometer ten westen van Corseul liggen de ruïnes van het kasteel van Montafilan.[14][15] Het kasteel werd in de 12e eeuw gebouwd door de graven van Montafilan Dinan (een tak van het Huis van Dinan). De laatste eigenares was Françoise de Dinan, gouvernante van Anna van Bretagne.
- De Église Saint-Pierre in het centrum van Corseul dateert oorspronkelijk van de 15e eeuw, maar werd vernietigd.[16] In 1836 begon de heropbouw en in 1839 werd de kerk ingewijd. Naast de hoger vermelde Romeinse grafsteen bevat de kerk nog enkele zeer oude elementen: een doopvont uit de 12e eeuw en wijwatervaten uit de 12e en 15e eeuw.
- Langs verschillende wegen staan nog oude kruisen en calvaries.[17]

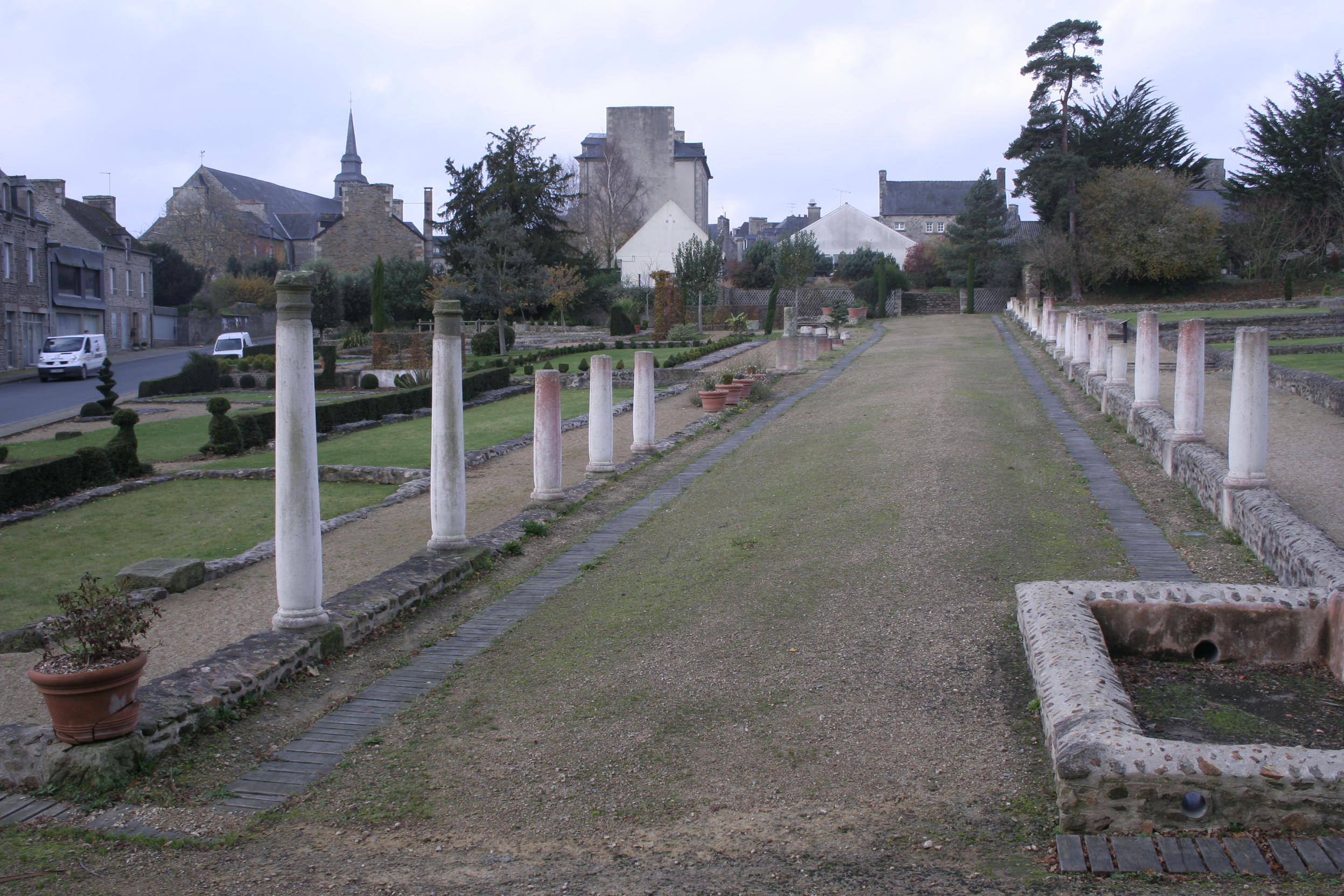
Gallo-Romeinse site van Monterfil: het commerciële centrum van de Romeinse stad
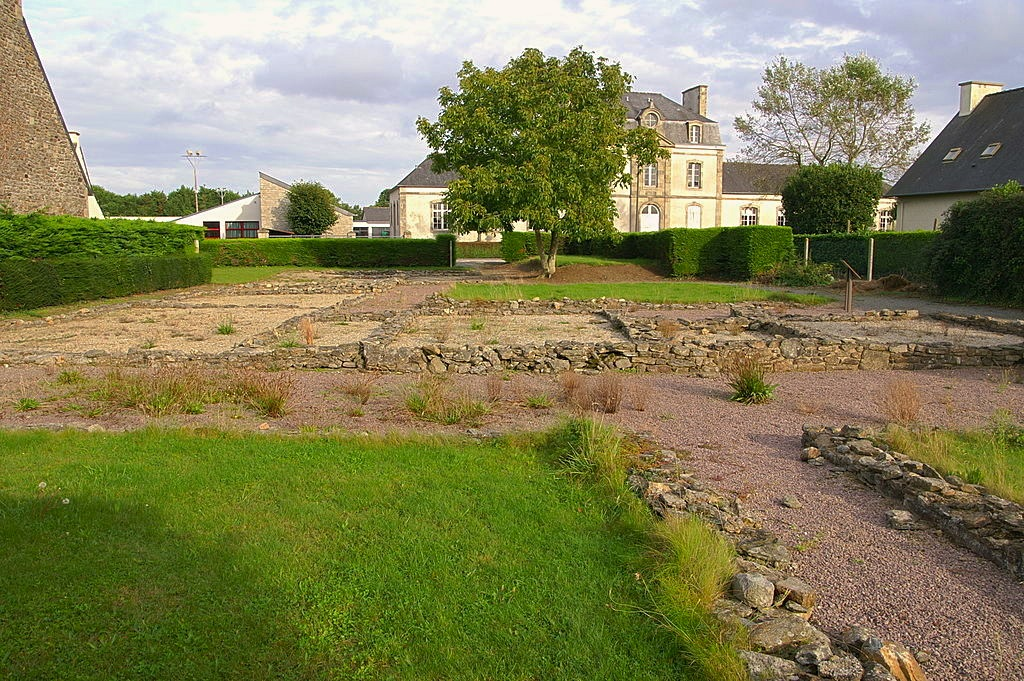
Resten van de Villa du Champ Mulon (met op de achtergrond het museum)
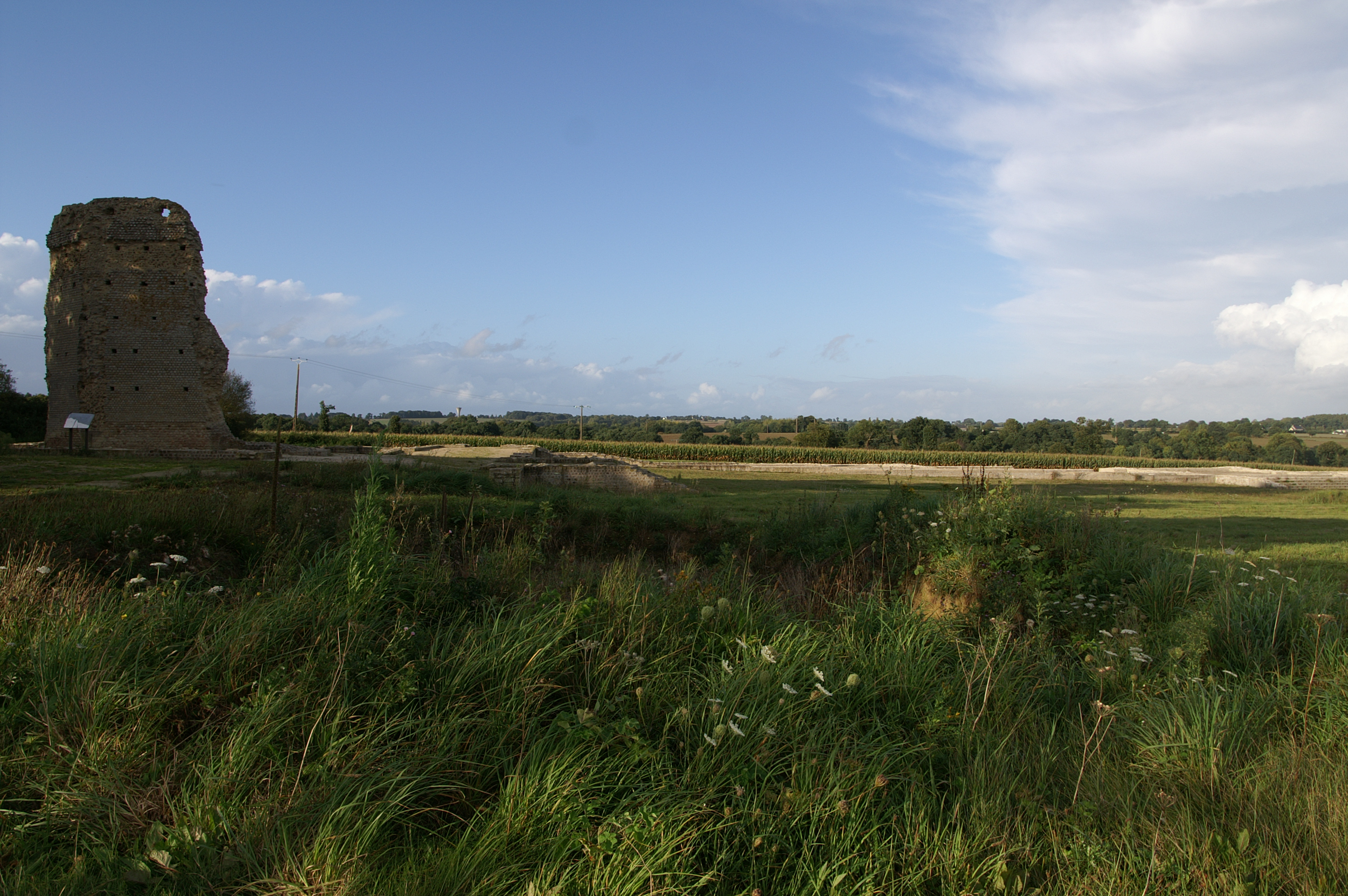
Tempel van Mars
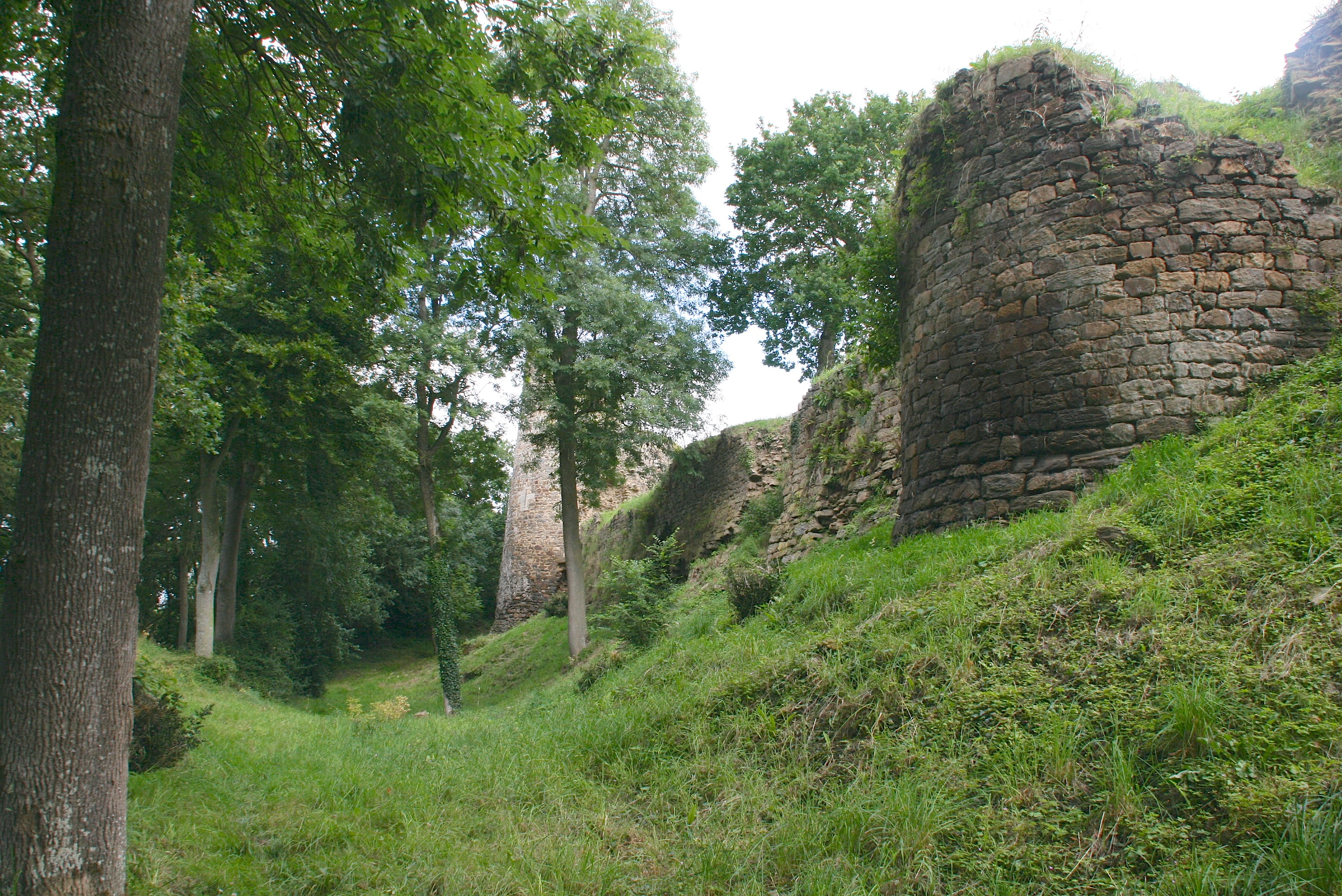
Ruïnes van het kasteel van Montafilan
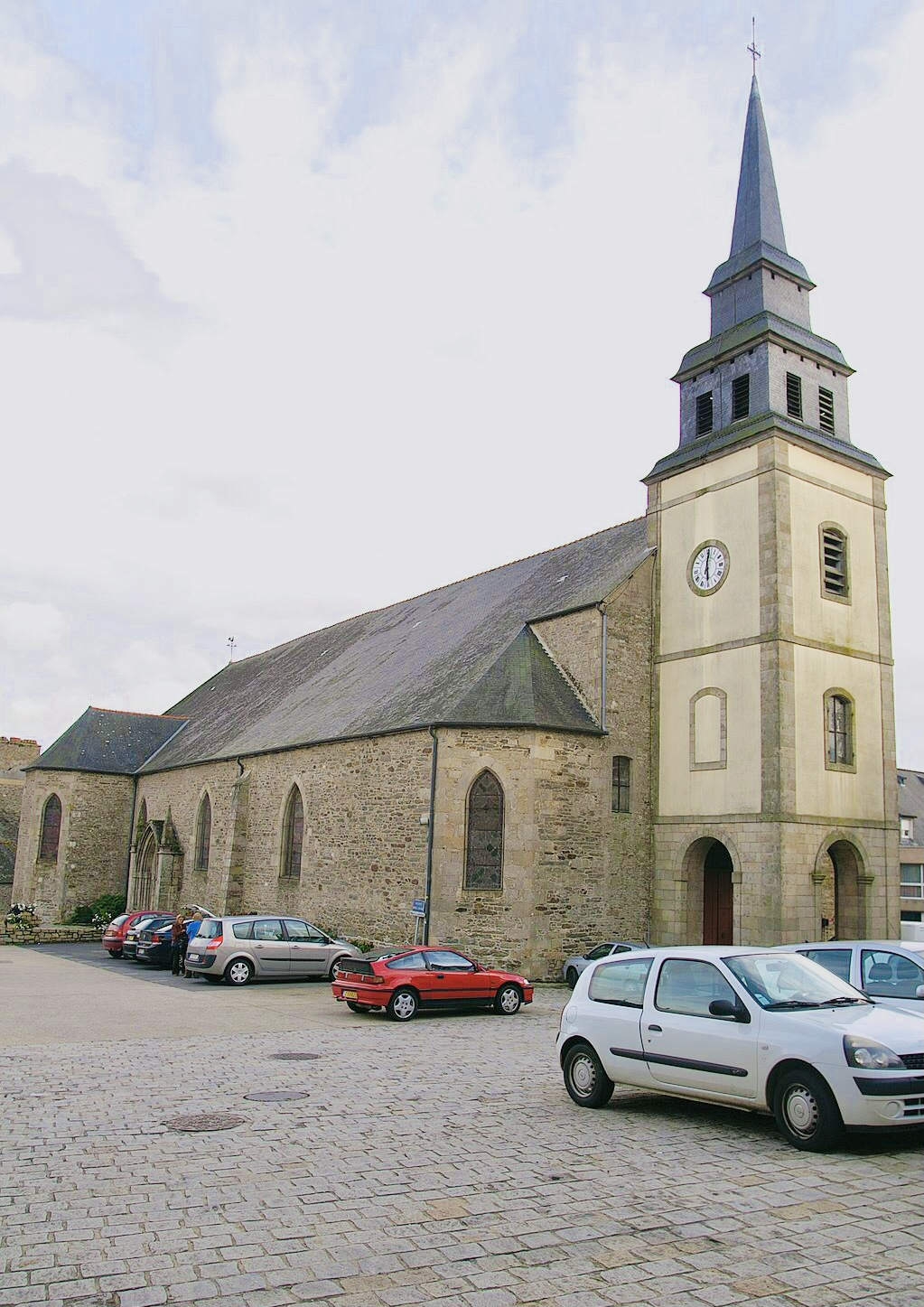
Église Saint-Pierre

## Geografie
De oppervlakte van Corseul bedroeg op 1 januari 2022 41,74 vierkante kilometer; de bevolkingsdichtheid was toen 54,4 inwoners per km².
De onderstaande kaart toont de ligging van Corseul met de belangrijkste infrastructuur en aangrenzende gemeenten.

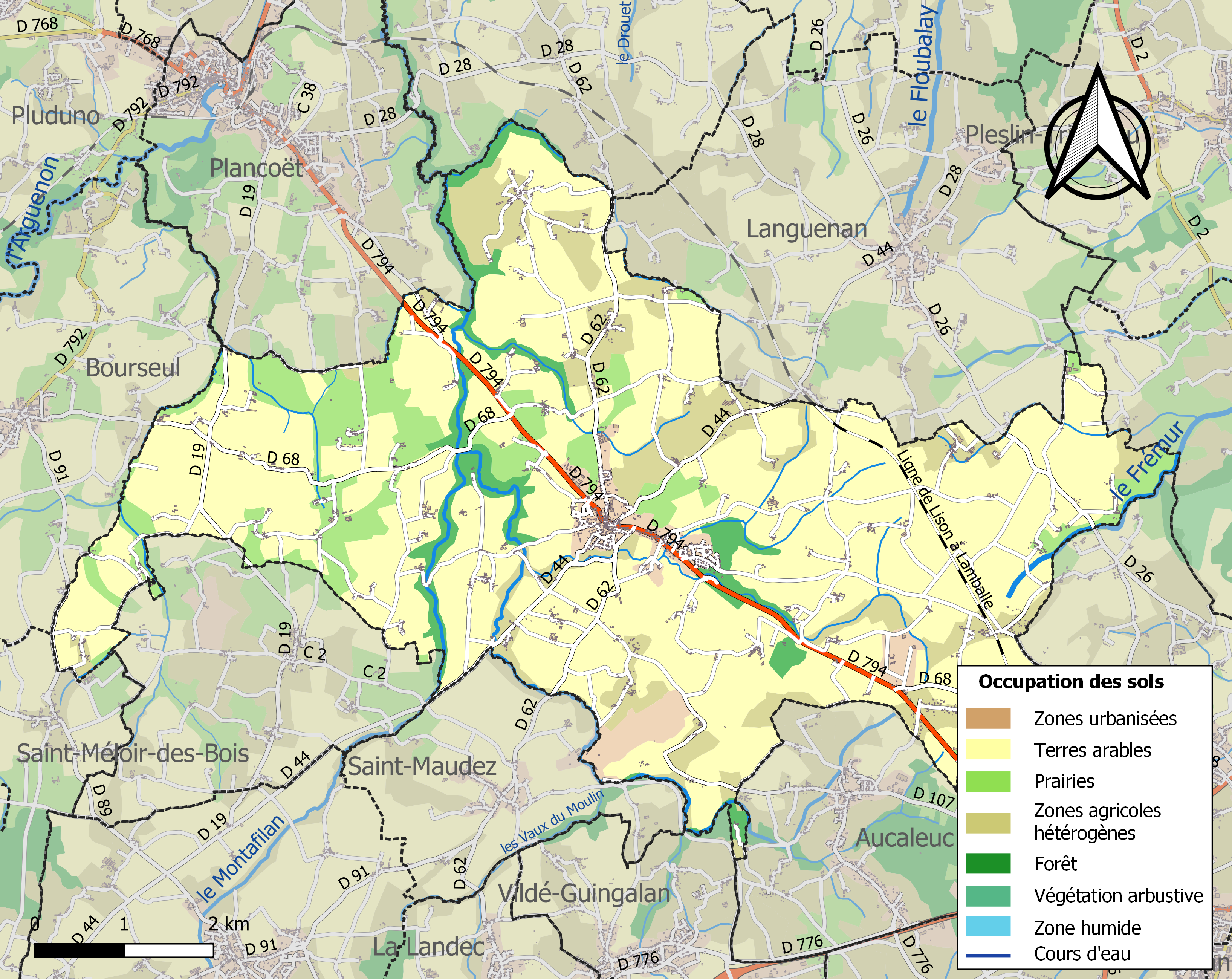

## Verkeer
De spoorweghalte Corseul - Languenan ligt net over de gemeentegrens op het grondgebied van de gemeente Languenan.

## Demografie
Rond 1800 had Corseul nog ongeveer 4000 inwoners. In de jaren 1950 was dit nog slechts de helft.
Onderstaande figuur toont het verloop van het inwonersaantal van 1962 tot 2008.